# Перепелятник Олег Миколайович
Оле́г Микола́йович Перепеля́тник (1 грудня 1979, Халимонове — 16 березня 2016, Авдіївка) — український військовик, солдат Збройних сил України, учасник російсько-української війни.

## Життєпис
Народився 1979 року в селі Халимонове Бахмацького району (Чернігівська область). Проживав у селі Тимофіївка Гадяцького району. Навчався у Плішивецькій школі та Книшівській ЗОШ. Протягом 1997—1999 років проходив строкову службу у в/ч в місті Володимир-Волинський. Закінчив полтавське ПТУ № 10 та 2002 року ПТУ № 47 міста Гадяч, здобув професію водія. Працював трактористом у сільськогосподарському ТОВ «Мрія», згодом — помічником бурильника в бурових компаніях «БУКРОС» (2005—2011 роки) та НВП Технотерра (2011-2013-ті), СБК «Бізон» (від 2013 року).
11 березня 2015 року мобілізований, солдат, водій 16-го окремого мотопіхотного батальйону.
Вранці 16 березня 2016 року загинув вранці від кулі снайпера поблизу Авдіївки.
Похований у селі Тимофіївка.
Без Олега лишилися мама та брати.

## Нагороди та вшанування
- Орден «За мужність» III ступеня (8.4.2016, посмертно) — за особисту мужність, сумлінне та бездоганне служіння Українському народові, зразкове виконання військового обов'язку[1]
- Відзнака «За оборону Авдіївки»[2]